# Коссак, Войцех
Во́йцех Ко́ссак (пол. Wojciech Kossak; 31 декабря 1856, Париж — 29 июля 1942, Краков) — польский художник.

## Биография

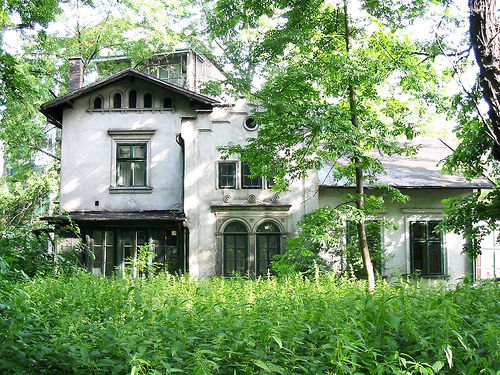
Дом семьи Коссак в Кракове

Войцех Коссак родился в канун Нового года в 1856 году, незадолго до полуночи, а его брат-близнец, Тадеуш Коссак —  1 января 1857 года, в Париже. Семья в конце концов покинула Францию. 

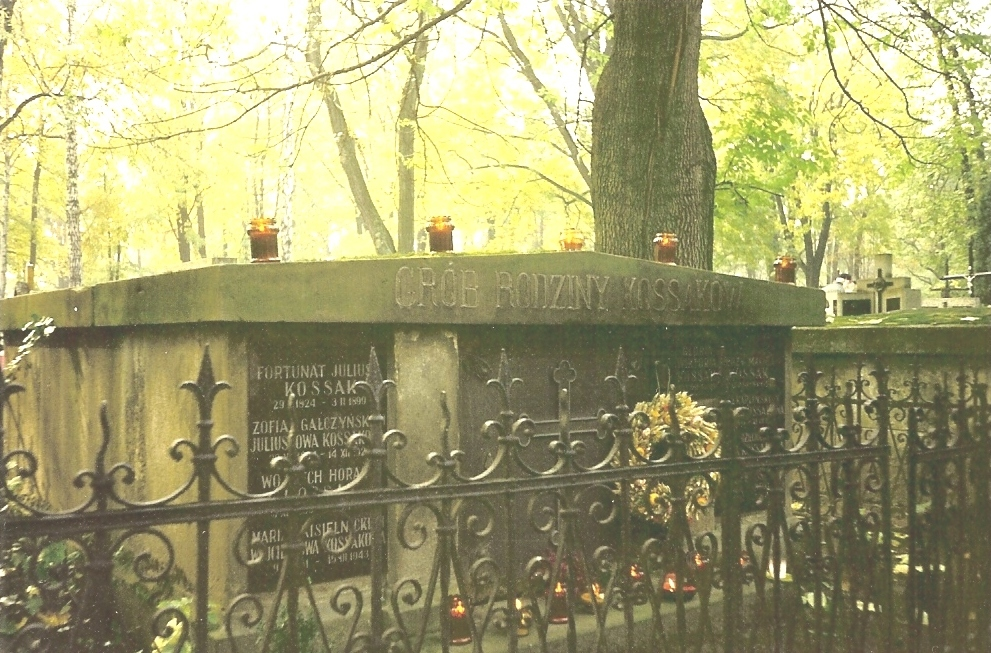
Могила Войцеха Коссака

Сын художника Юлиуша Коссака, отец художника Ежи Коссака, поэтессы Марии Павликовской-Ясножевской и писательницы Магдалены Самозванец.
Учился в Кракове, Мюнхене и Париже.
В период с 1871 по 1873 год Войцех учился в Школе рисования и живописи. Позже в Мюнхенской академии художеств у Владислава Лущкевича. 
С 1916 года — преподаватель Училища изящных искусств в Варшаве.
Председатель автомобильной секции при Союзе туристов (1913), с 1914 председатель Краковского клуба автомобилистов. С 1914 по 1918 год был председателем краковского Общества любителей изящных искусств.

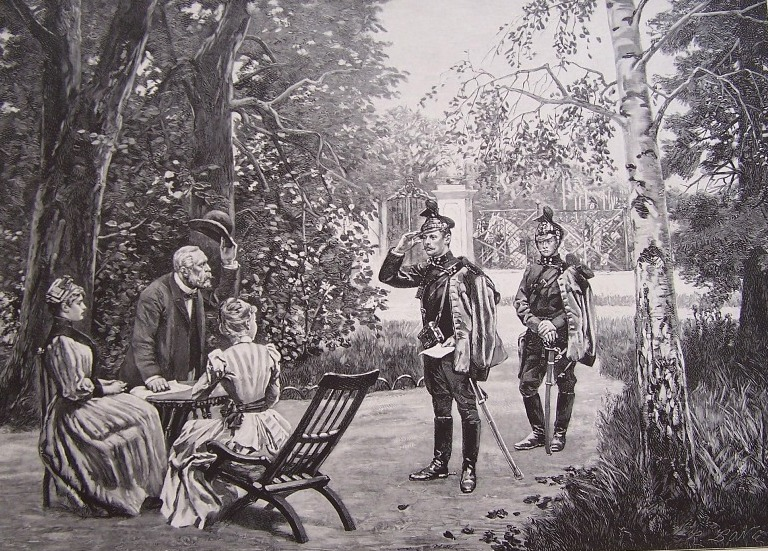
Войцех Коссак. Расквартирование (квартирмейстер), 1893 год.
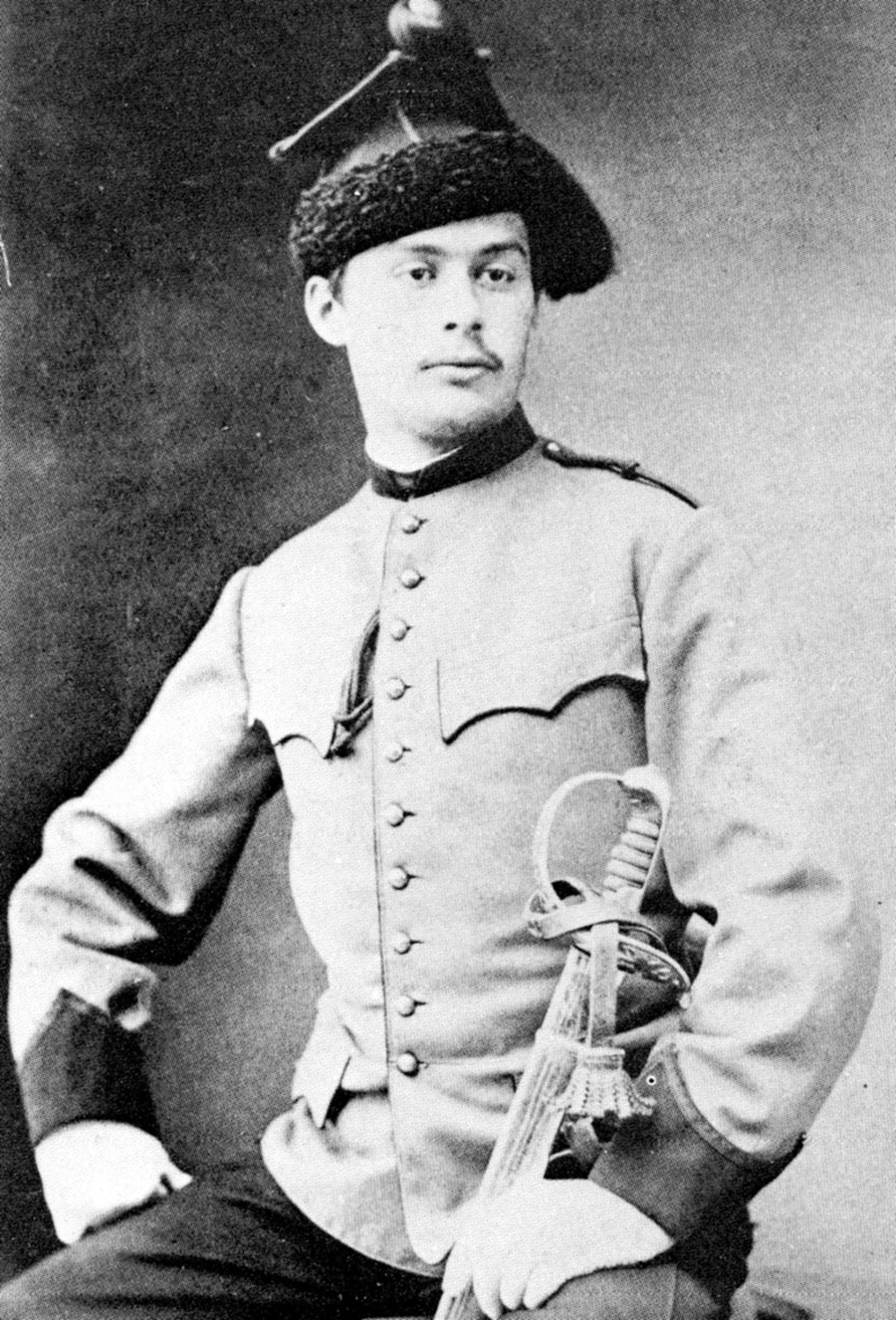
Войцех Коссак, 1876 год
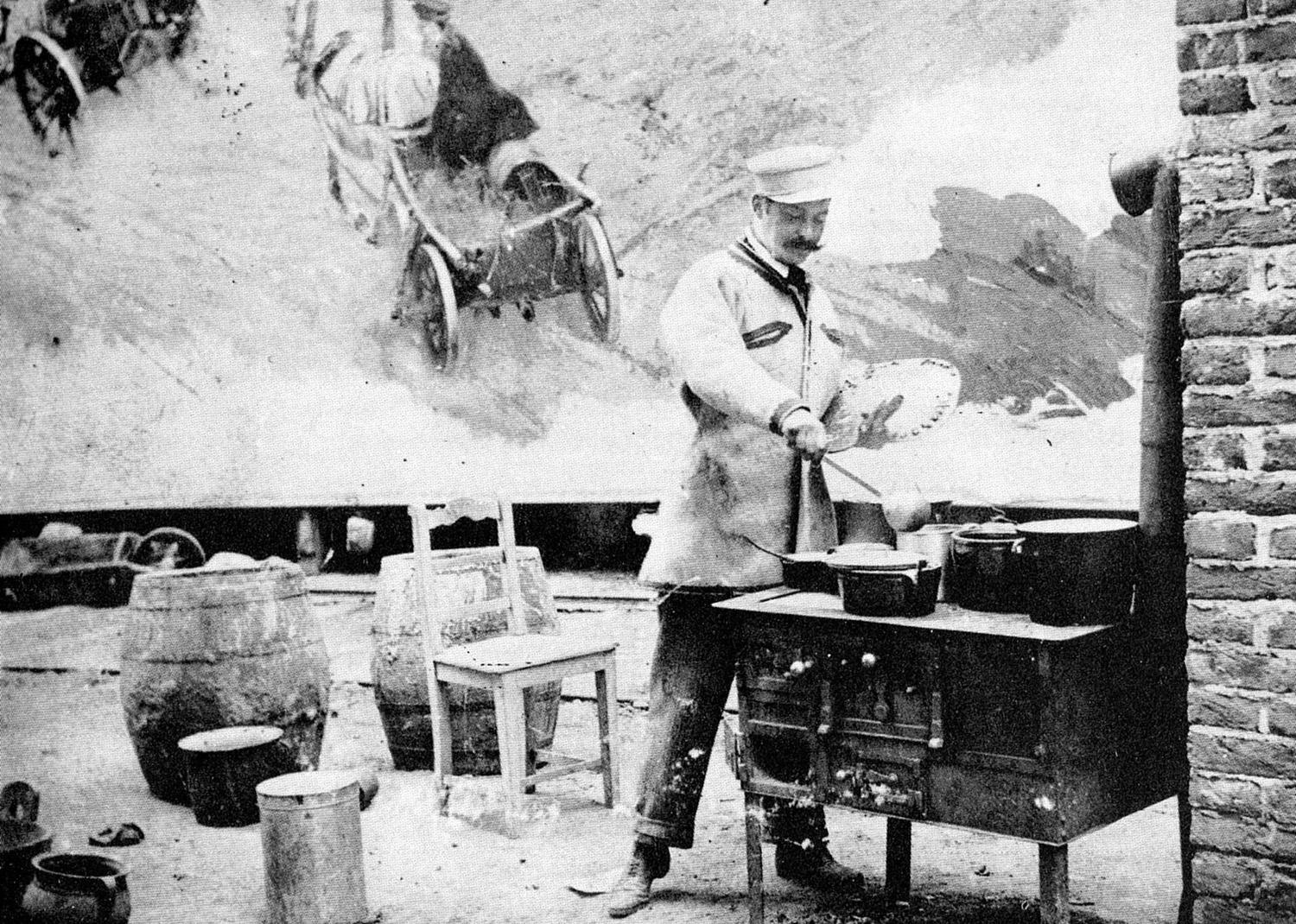
Войцех Коссак работает над панорамой битвы под Рацлавицами

## Творчество
Творческая индивидуальность формировалась под влиянием творчества отца и Юзефа Брандта. Писал пользовавшиеся большим успехом исторические и батальные сцены, главным образом из времён наполеоновских войн и восстания 1830 года, также портреты и картины на военную тематику.
Принимал участие в создании Рацлавицкой панорамы, а также панорамы «Березина».